# Горелый Мост (разъезд)
Горе́лый Мост — населённый пункт в составе Беломорского городского поселения Беломорского района Республики Карелия. Входит в состав г. Беломорска.

## География
Расположен в ненаселённой лесной местности возле реки Нижний Выг.

### Климат
Находится на территории, относящейся к районам Крайнего Севера.
Зима длится до двухсот дней, лето не более шестидесяти дней. Средняя температура февраля −11,2 °C, июля +15,9 °C

## История
Посёлок вырос для строителей Мурманской железной дороги и линии на Маленгу.

## Население
Население населённого пункта учитывается в общей численности г. Беломорска.

## Инфраструктура
Основа экономики — обслуживание железнодорожного пути.

## Транспорт
Железнодорожная станция Горелый Мост.
В пешей доступности автодорога 86К-23.